# Kivik
Kivik ( PRONÚNCIA) é uma localidade da região de Gotalândia, província da Escânia, condado da Escânia, e comuna de Simrishamn. Tem 1,92 quilômetro quadrado e segundo censo de 2018, havia 881 residentes. Está a 18 quilômetros a noroeste de Simrishamn.  Nela se organiza anualmente o Mercado de Kivik.